# The Gorge Amphitheatre

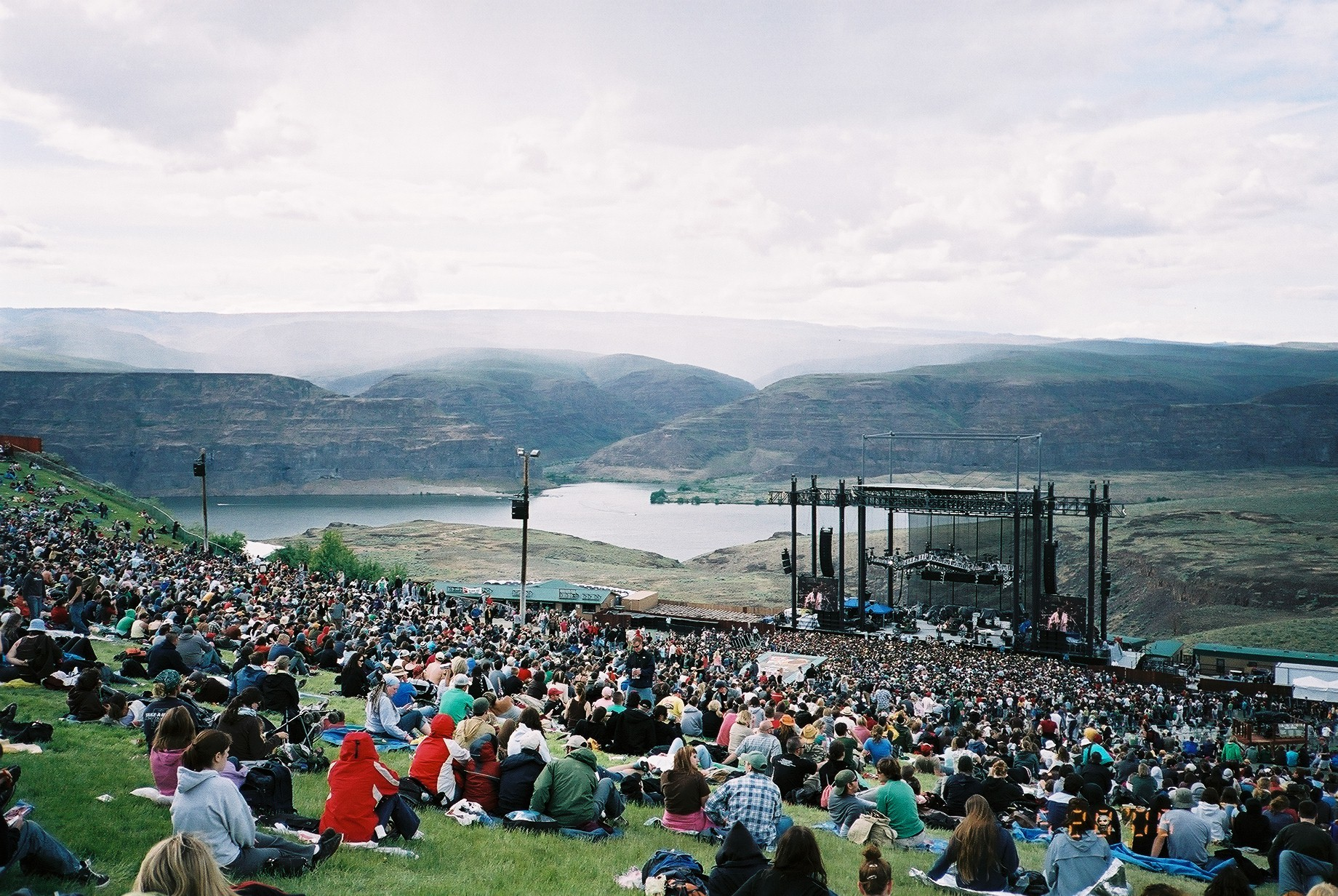
The Gorge Amphitheatre

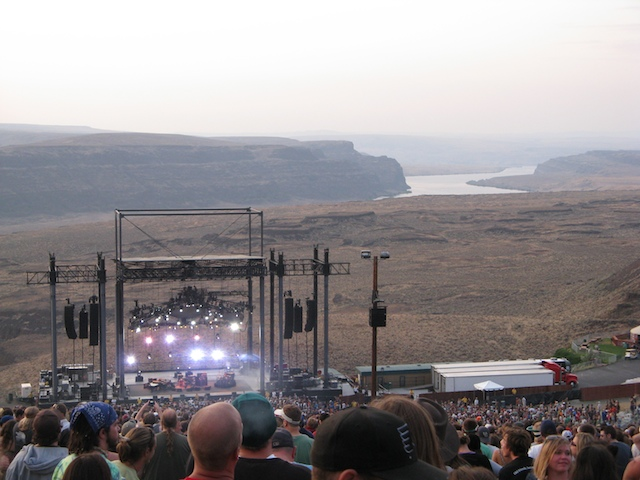
The Gorge Amphitheatre

Le Gorge Amphitheatre est une « salle » de concert en plein-air d'environ 25 000 places située près des gorges du fleuve Columbia, à George, dans l'État de Washington, aux États-Unis.
Gérée par la société d'organisation évènementielle Live Nation, elle est considérée comme l'un des lieux de concert les plus pittoresques des États-Unis.
L'album live The Gorge du Dave Matthews Band et le coffret Live at the Gorge 05/06 de Pearl Jam y ont été enregistrés.